# Estación de Silves
La Estación Ferroviaria de Silves, igualmente conocida como Estación de Silves, es una plataforma de ferrocarriles, que sirve a la localidad de Silves, en el distrito de Faro, en Portugal.

## Características
Esta estación tenía, en 2004, la categoría D de la Red Ferroviaria Nacional. En 2009, presentaba dos líneas, ambas con 198 metros de extensión, y dos plataformas, la primera con 117 metros de longitud, y la segunda 91 metros; ambas plataformas tenían 40 centímetros de altura. En 2011, ambas líneas ya habían sido aumentadas hasta los 205 metros, al igual que las plataformas, que pasaron a presentar, correspondientemente, 125 y 197 metros de longitud; no se efectuaron modificaciones en la altura de las plataformas.

## Historia
Esta plataforma abrió a la explotación, junto con el tramo desde el Apeadero de Poço Barreto, el 1 de febrero de 1902; por orden de la dirección de los Ferrocarriles del Estado, sin mayores ceremonias. Hasta la apertura del tramo siguiente, hasta Portimão, el 15 de febrero de 1903, sirvió como terminal provisional del Ramal de Portimão, previéndose que sería, entonces, reclasificada como estación de segunda clase.
Debido al accidentado relieve en aquella zona, la estación tuvo que situarse en el margen izquierdo del Río Arade; de este modo, un trazado por el margen derecho pasaría más próximo de la localidad de Silves, pero sería demasiado lejano al importante ayuntamiento de Lagoa, y forzaría la construcción de varios túneles, y de puentes sobre el Río Arade y las Riberas de Boina y Odelouca. Por otro lado, el trazado que fue escogido también facilitaría la construcción de un ramal ferroviario al Puerto de Resguardo de la Punta del Altar, que estaba en ese momento a estudio.
Después de la apertura a la explotación, la zona de la estación pasó a ser uno de los principales polos de atracción urbanos fuera de la localidad de Silves; de este modo, la estación en si empleaba un elevado número de trabajadores, cuyas viviendas ya habían sido erigidas junto a la plataforma ferroviaria. Este aglomerado poblacional, denominado "Barrio de la Estación", gozaba también, de buenas conexiones, por carretera, con la ciudad de Silves.
En fecha desconocida, la estación sufrió una modificación de la clasificación a una escala inferior, lo que provocó varias protestas por parte de las poblaciones.
En 1933, la Compañía de los Caminhos de Ferro Portugueses realizó obras de reparación y de mejora en esta estación.